# Mütter Museum
Pour les articles homonymes, voir Mutter.
Le Mütter Museum est un musée de la médecine, situé dans le quartier de Center City à Philadelphie. Il fait partie du College of Physicians of Philadelphia (en). Il abrite des squelettes, des crânes, des objets médicaux et chirurgicaux. La collection fut constituée par le docteur Thomas Dent Mütter en 1858.